# 馬西德拉斯峰
在托爾金（J. R. R. Tolkien）奇幻小說的中土大陸裡，馬西德拉斯峰（Methedras）是迷霧山脈（Misty Mountains）南端的山峰，位於艾辛格（Isengard）的術士谷（Nan Curunír）之上。